# Eriogonum watsonii
Eriogonum watsonii är en slideväxtart som beskrevs av Torr. & Gray. Eriogonum watsonii ingår i släktet Eriogonum och familjen slideväxter. Inga underarter finns listade i Catalogue of Life.